# لا فانسز
لا فانسز (انگلیسی: La Française) شرکت سرمایه‌گذاری فرانسوی است، که در سال ۱۹۷۵ تأسیس شد.